# Smolník (powiat Gelnica)
Smolník – wieś (obec) na Słowacji położona w kraju koszyckim, w powiecie Gelnica.

## Położenie
Wieś leży w Rudawach Spiskich, w samym sercu Gór Wołowskich, w głębokiej dolinie potoku Smolník, rozdzielającej grupę Złotego Stołu (na północy) od grupa Pipitki (na południu). Przez miejscowość biegnie droga nr 549 z Mníška nad Hnilcom w dolinie Hnilca przez Úhornianske sedlo do Rożniawy w Kotlinie Rożniawskiej.

## Historia
Wieś została założona jeszcze w XIII w. jako osada górnicza. Pierwsze wzmianki o miejscowości pochodzą z roku 1327, kiedy to uzyskała ona przywileje wolnego królewskiego miasta górniczego. Z końcem XV w. weszło ono do związku siedmiu wolnych miast górniczych Królestwa Węgierskiego (obecnie: wschodniej Słowacji), zwanego "Heptapolitaną". Na jego terenie wydobywano głównie srebro i miedź.
W połowie XV w. miasto znalazło się we władzy feudalnego "państwa", którego siedzibą był Zamek Spiski. Wchodziło kolejno w skład majątków Thurzonów i Csákich, którzy swoje kopalnie oraz huty miedzi i srebra wynajmowali w drodze przetargu różnym przedsiębiorcom. Z końcem XVII stulecia zakłady te przeszły na własność państwa, a nadzór nad nimi pełniła królewska Komora Górnicza. Największego rozwoju doświadczyło miasteczko w okresie burzliwego rozwoju górnictwa w XVIII w., kiedy było siedzibą m.in. górniczego sądu, inspektoratu, mennicy i szkoły górniczej.
W XIX w. wydobycie stopniowo zanikało z uwagi na wyczerpujące się złoża i rosnące koszty eksploatacji. Pod koniec tego stulecia uruchomiono w mieście fabrykę wyrobów tytoniowych, co pozwoliło częściowo ograniczyć bezrobocie wśród mieszkańców miasta i okolicy.
W czasie II wojny światowej w walce z faszystowskimi Niemcami zginęło 16 mieszkańców wsi, z czego 15 w 1944 r. w czasie słowackiego powstania narodowego. Upamiętnia ich tablica przy siedzibie władz gminy.
Po II wojnie światowej kontynuowała pracę, w międzyczasie upaństwowiona, wspomniana fabryka wyrobów tytoniowych, funkcjonował również zakład kopalni rud żelaza.

## Demografia
Według danych z dnia 31 grudnia 2012, wieś zamieszkiwało 1105 osób, w tym 545 kobiet i 560 mężczyzn.
W 2001 roku rozkład populacji względem narodowości i przynależności etnicznej wyglądał następująco:
- Słowacy – 92,15%
- Czesi – 1,31%
- Niemcy – 2,39%
- Romowie – 0,31%
- Rusini – 0,15%
- Ukraińcy – 2,77%
- Węgrzy – 0,38%

Ze względu na wyznawaną religię struktura mieszkańców kształtowała się w 2001 roku następująco:
- Katolicy rzymscy – 73,98%
- Grekokatolicy – 2,62%
- Ewangelicy – 3,08%
- Prawosławni – 6%
- Husyci – 0,08%
- Ateiści – 11,24%
- Nie podano – 1,46%

## Zabytki

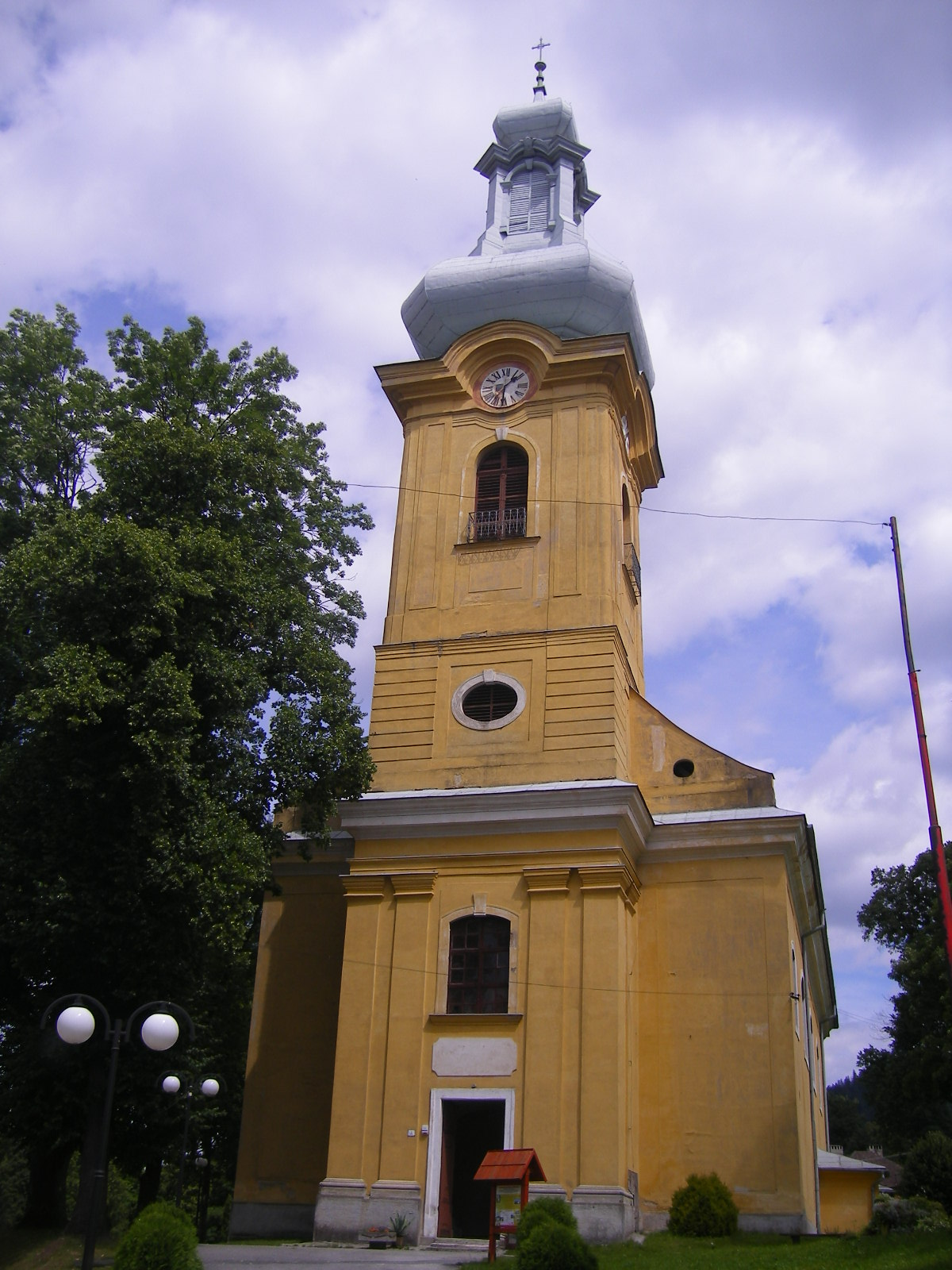
Kościół św. Katarzyny

- Kościół katolicki p.w. św. Katarzyny Aleksandryjskiej (słow. Kostol sv. Kataríny), parafialny. Zbudowany w centrum miejscowości w 1801 r. w stylu późnobarokowym. Orientowany, murowany w formie trójnawowej bazyliki z łukowo zamkniętym prezbiterium. W zachodnią fasadę wtopiona kwadratowa wieża z zegarem, nakryta cebulastym hełmem z latarnią. Ołtarz główny z 1805 r. z wizerunkiem św. Katarzyny, tutejszej patronki górników, autorstwa cenionego malarza Henricha Fügera z Wiednia. Chrzcielnica z czarnego marmuru, klasycystyczna, z początku XIX wieku. W krypcie pod kościołem znajdują się trumny z metalowymi, malowanymi tarczami rodzinnymi z początku XIX wieku[11]. Obok kościoła czworoboczna, murowana, barokowa wolnostojąca dzwonnica z 1646 r., nakryta cebulastym hełmem.

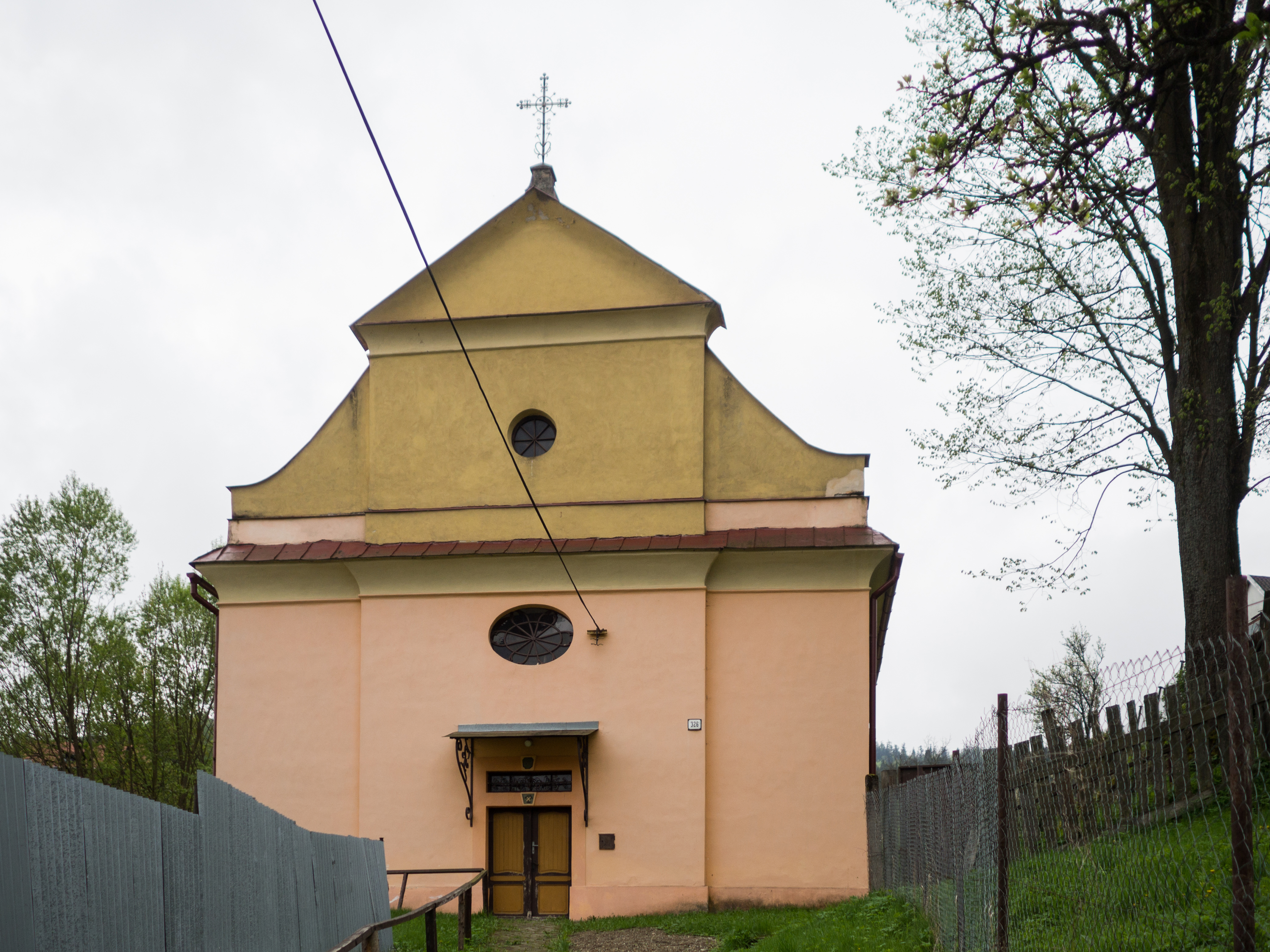
Kościół ewangelicki

- Kościół ewangelicki (słow. Evangelický a. v. kostel). Murowany z 1787 r., prezentuje styl późnego baroku.

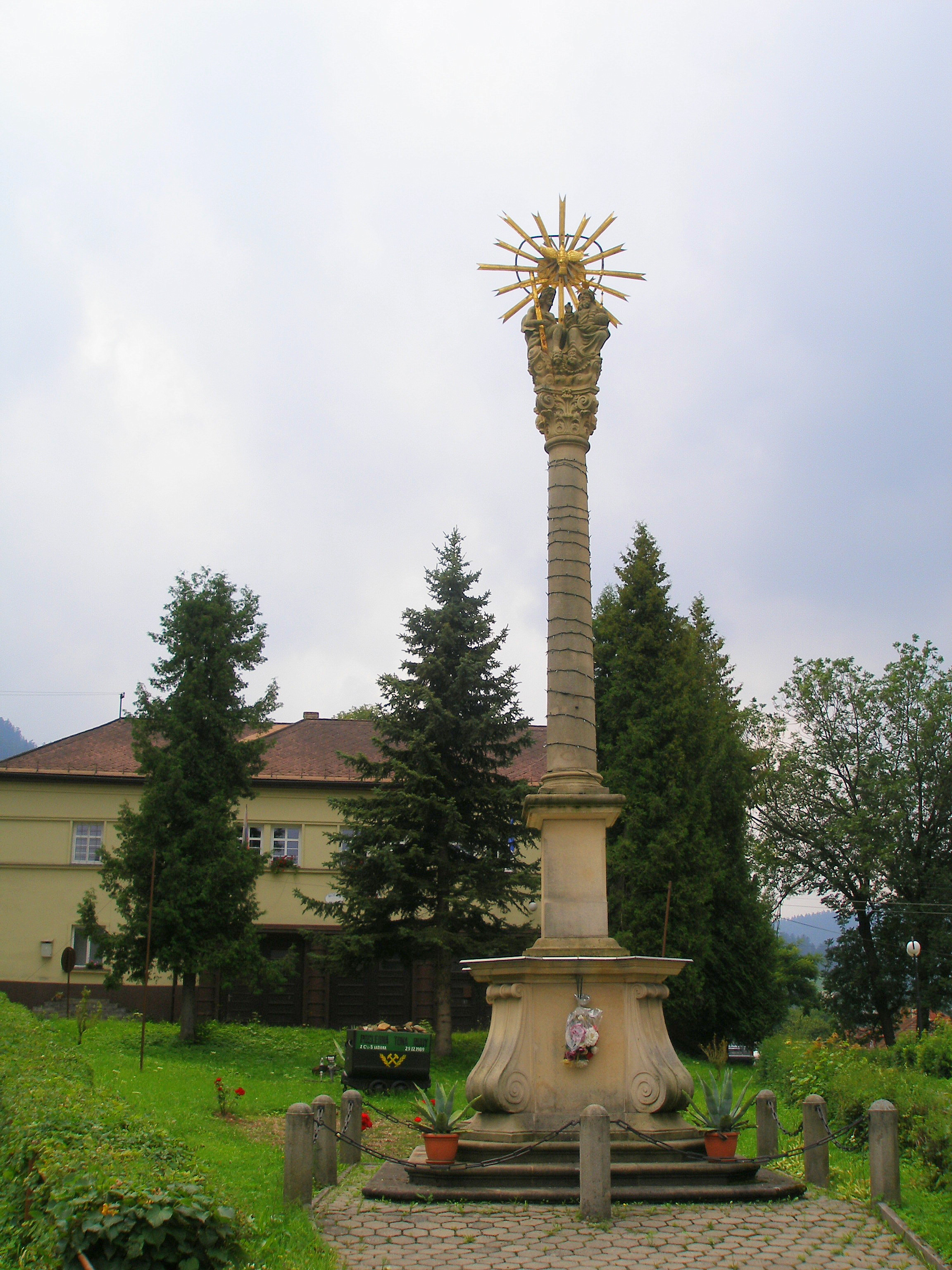
Kolumna Trójcy Świętej

- Kolumna Trójcy Świętej (słow. Trojičný stĺp) w pobliżu kościoła parafialnego. Barokowa z roku 1742, na obecnym miejscu ustawiona w roku 1801. Obecny wygląd jest wynikiem rekonstrukcji z roku 1930. Okrągła w przekroju kolumna jest osadzona na czworobocznym bloku, który z kolei spoczywa na szerszej podstawie z wolutowymi podporami. Kolumna zwieńczona jest rzeźbiarską kompozycją Trójcy Świętej w klasycznym przedstawieniu z postaciami Boga Ojca, Syna (Jezusa Chrystusa) i Ducha Świętego pod postacią gołębicy. Ostatnia renowacja obiektu miała miejsce w roku 1982[12].

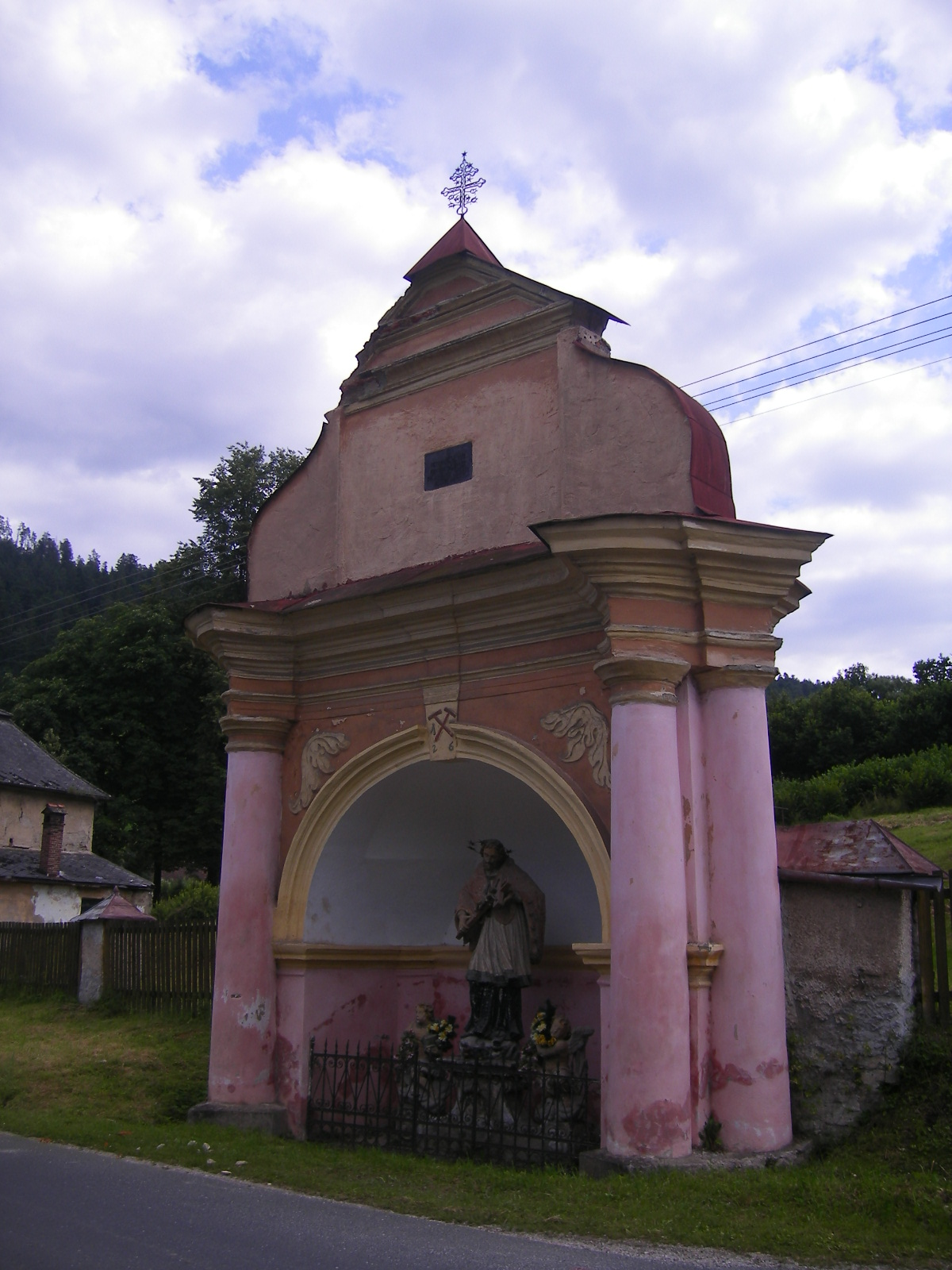
Kapliczka św. Jana Nepomucena

- Kapliczka św. Jana Nepomucena (śłow. Kaplnka sv. Jána Nepomuckého) przy głównej drodze w dolnej części wsi. Murowana, barokowa, z roku 1726. Ma formę płytkiej, otwartej kaplicy, o froncie oflankowanym dwoma parami kolumn, na których spoczywa rozbudowany gzyms, zwieńczony wolutowym szczytem. Wnęka zamknięta od góry łukiem z centralnym kluczem, na którym górniczy symbol w postaci skrzyżowanych pyrlika i żelazka oraz data „1726”. We wnęce kamienna, polichromowana rzeźba przedstawiająca św. Jana Nepomucena na wolutowej podstawie z okolicznościowym napisem[13].
- Budynek dawnej Komory Górniczej (słow. Banská komora lub Fritschov dom). Wzniesiony w XV w., później przebudowywany, obecnie prezentuje architekturę barokową.
- Gospoda „Pod Czarnym Orłem” (Hostinec „U čierneho orla”).